# SiLKAiS
SiLKAiS（シルカイス）はSILVA SUSUMUによって作られたファッションブランド。創設者はSILVA。主に黒を基調にデザインされる。

## 架空妄想IDOL SiLKAiS
- SiLKAiSからできたアイドルグループで、メンバーは歌えない、踊れない、いないをコンセプトに作られた。
- メンバーは0人からでも活動でき、衣装はSiLKAiSの服を着用している。

### ディスコグラフィー
- 1stシングル「洗脳」（2020年4月27日発売、iTunes Storeに限定配信）
- 1stアルバム「BLAIN CONTROL」（2020年5月30日発売、iTunes Storeに限定配信）

1. 「洗脳」
2. 「えれくとりっく般若心経」
3. 「籠女籠女」
4. 「ニッポンニスンデテヨカッタビート」
5. 「CORONA is DEAD」
6. 「寿限無」
7. 「noise  music」
8. 「CUBISM」
9. 「smile.」